# Palagiano

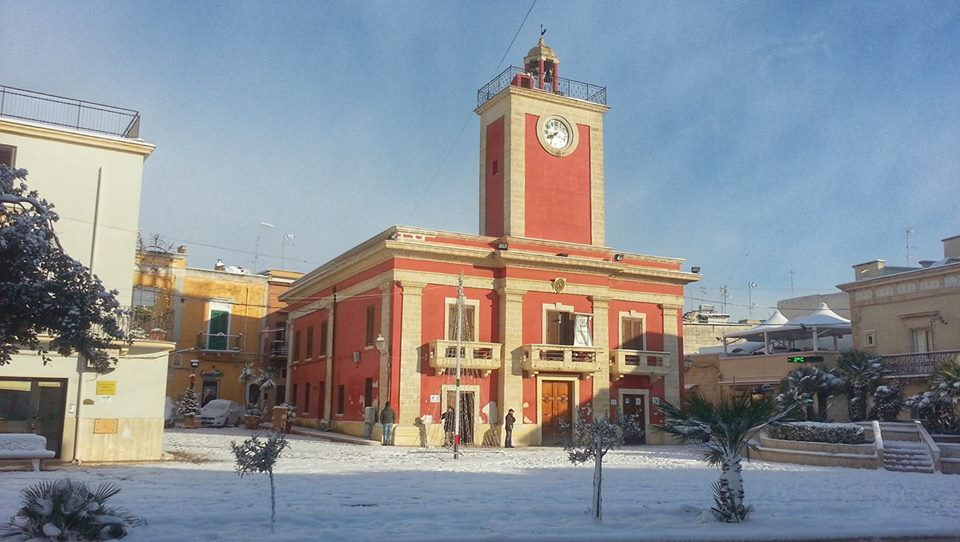

Palagiano est une commune italienne de la province de Tarente, dans la région des Pouilles.

## Personnalités liées à Palagiano
- Giuseppe Favale (1960), évêque de Conversano-Monopoli.

## Administration
| Période                                  | Période | Identité | Étiquette | Qualité |
| ---------------------------------------- | ------- | -------- | --------- | ------- |
|                                          |         |          |           |         |
| Les données manquantes sont à compléter. |         |          |           |         |

### Hameaux
Chiatona.

### Communes limitrophes
Castellaneta, Massafra, Mottola, Palagianello.